# Холл, Стюарт (тренер)
Джон Стюарт Холл (англ. John Stewart Hall; род. 14 марта 1959, Англия) — английский футбольный тренер.

## Биография
Долгое время работал в футбольной академии английского клуба «Бирмингем Сити». Работал с юношескими и молодёжной командой. В 2007 году Холл начал свою тренерскую карьеру за пределами страны. С 2007 по 2009 год он дважды приходил в индийскую «Пуну». Затем он возглавлял сборную Сент-Винсента и Гренадины в отборочном турнире к чемпионату мира 2010 года, а позднее — непризнанную ФИФА национальную команду Занзибара. Несколько лет Холл работал на африканском континенте. Он руководил молодёжной сборной Руанды и в 2015 году претендовал на должность главного тренера национальной команды после ухода из неё соотечественника Стивена Константайна.
Руководил клубами из Кении, Танзании и Эфиопии. В 2018—2019 годах дважды возглавлял «Сайф» из Бангладеш. Позднее он возвращался в клуб в должности технического директора. В конце 2019 года стало известно, что Стюарт Холл с нового сезона станет главным тренером кенийского «Вазито».
В 2024 году Холл возглавил юниорскую сборную Казахстана до 15 лет.